# Du sanna vinträd, Jesus kär
Du sanna vinträd, Jesus kär är titeln för två olika psalmtexter. Den ena, den tidigaste,  är av Lina Sandell, medan den senare är en bönepsalm av Johan Alfred Eklund, skriven år 1911.  Sandells text består av två 6-radig verser, medan Eklunds har två 12-radiga verser. Bägge psalmerna har sin grund i Jesu ord i Johannesevangeliets kapitel 15 om vinträdet och dess grenar. 
Melodi till Eklunds psalm är (2/2, 3/2, G-dur) från Strassburg år 1577. Det är samma koral som till Av hjärtat håller jag dig kär.

## Publicerad i
- Nya Pilgrimssånger 1892 som nr 436 under rubriken "Samlingssånger. Bönesånger."
- Svensk söndagsskolsångbok 1908 som nr 135 under rubriken "Böne- och lovsånger" i Sandell-Bergs version.
- Svenska Missionsförbundets sångbok 1920 som nr 68 under rubriken "Jesu person" i Sandell-Bergs version.
- 1937 års psalmbok som nr 197 under rubriken "Nattvarden". I Eklunds version.
- 1986 års psalmbok som nr 72 under rubriken "Nattvarden". I Eklunds version.